# Avenida Carlos III

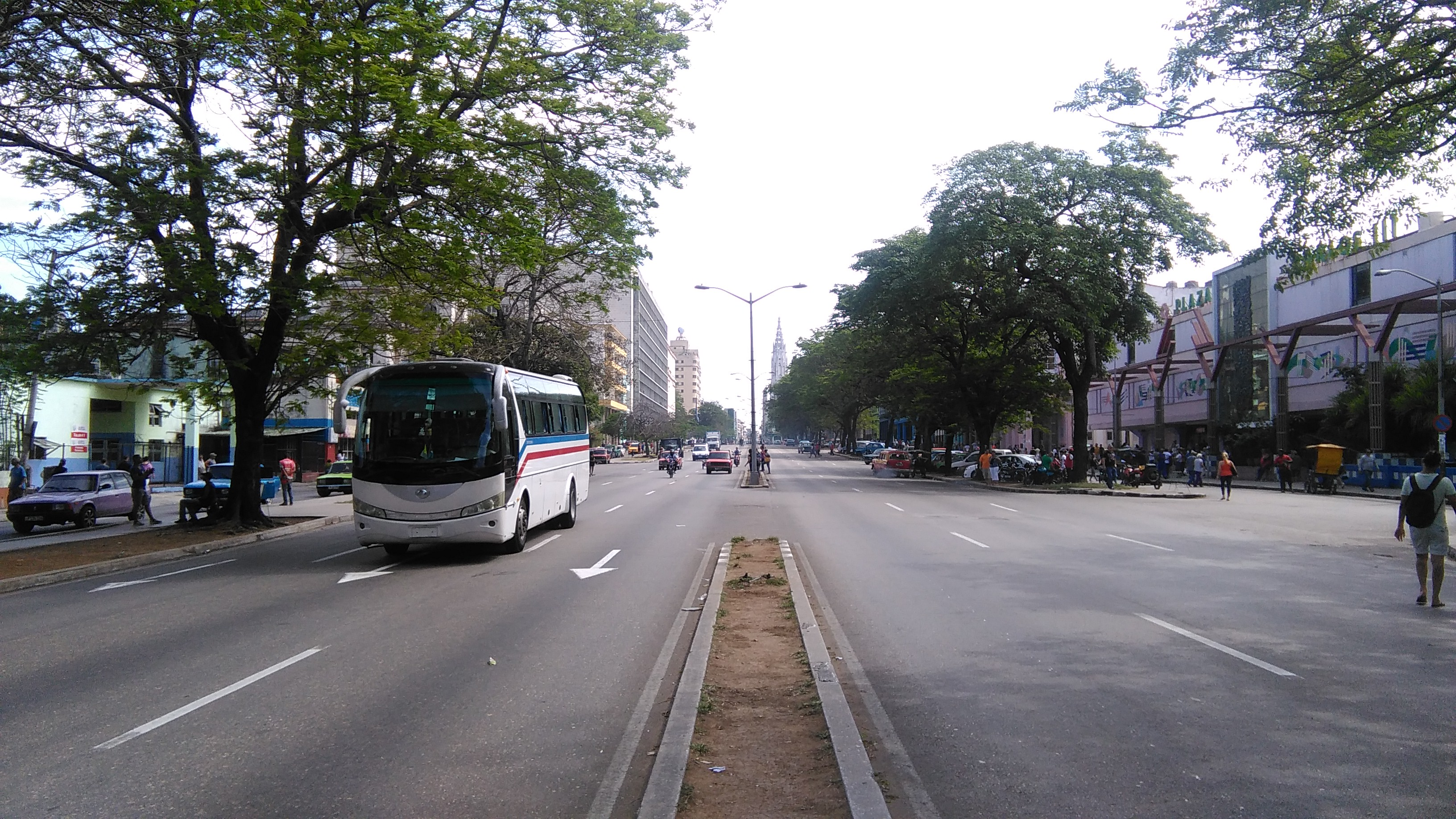
Avenida de Carlos III en La Habana.

La Avenida de Carlos III o Avenida Salvador Allende, ubicada en la ciudad de La Habana es una de las principales arterias de la urbe. Fue diseñada como un paseo que el gobernador colonial Miguel de Tacón puso en funcionamiento en el año 1836. Así fue con este paseo, que se conectó al antiguo centro de la ciudad, desde lo que es hoy la intersección con Reina y Belascoaín, con el Castillo del Príncipe y la zona hoy conocida como El Vedado. Al crearla se le llamó Paseo de Tacón. Años más tarde se le llamó Carlos III en honor del rey de España y se colocó una estatua del monarca. En la década de 1970 fue renombrada en honor al presidente chileno Salvador Allende, aunque por costumbre la población capitalina continua llamándola por su antiguo nombre.
La avenida comienza en la intersección con las calzadas Ayestarán y Presidente Menocal o Infanta. Continúa Infanta hacia el norte, a la derecha, haciendo cuchillo con la calle San Francisco que corre detrás del Edificio Manzanares. 
Se encuentra en la avenida situado el edificio de la “Sociedad Económica de Amigos del País”. También podemos encontrar en la Avenida la Escuela de Veterinaria de la Universidad de La Habana, el centro comercial Plaza de Carlos III, la Quinta de los Molinos y el Edificio de La Gran Logia Masónica, entre otros lugares de interés.
- Datos: Q5713435